# Perkinsiella sinensis
Perkinsiella sinensis är en insektsart som beskrevs av George Willis Kirkaldy 1907. Perkinsiella sinensis ingår i släktet Perkinsiella och familjen sporrstritar. Inga underarter finns listade i Catalogue of Life.